# Bailar con un extraño
Bailar con un extraño (título original en inglés, Dance with a Stranger) es una película dramática del año 1985, dirigida por Mike Newell. Narra la historia de Ruth Ellis, la última mujer que fue ahorcada en Gran Bretaña en los años cincuenta. Esta emotiva película biográfica británica consiguió aclamadas críticas y dio un gran impulso a las carreras de Miranda Richardson y Rupert Everett. El título está basado en una canción (Would You Dance With a Stranger) que era popular en el momento en que la película se estaba rodando, por lo que fue destacada en ella.

## Reparto
| Actor              | Personaje      |
| ------------------ | -------------- |
| Miranda Richardson | Ruth Ellis     |
| Rupert Everett     | David Blakeley |
| Ian Holm           | Desmond Cussen |
| Stratford Johns    |                |
| Lesley Manville    |                |